# Општина Секаш (Тимиш)
Секаш (рум. Secaş) општина је у Румунији у округу Тимиш.
Oпштина се налази на надморској висини од 200 m.